# Chemelil
Chemelil är en ort i distriktet Nyando i provinsen Nyanza i Kenya. Den ligger 40 kilometer öster om Kisumu och 10 kilometer öster om Muhoroni. Folkmängden uppgick till 7 888 invånare vid folkräkningen 2009.